# 南巴蓋島
南巴蓋島是印度尼西亞西蘇門答臘省的島嶼，屬於明打威群島的一部分，座標3°0′S 100°20′E / 3.000°S 100.333°E，位於蘇門答臘島西南130公里和北巴蓋島以南，面積900平方公里，大部分土地被原始森林覆蓋，最高點海拔302米。